# Claire Malis
Claire Malis (Gary, 17 febbraio 1943 – Duarte, 24 agosto 2012) è stata un'attrice statunitense. È nota al pubblico per aver interpretato Dorian Lord nella soap opera Una vita da vivere dal 1977 al 1979. Malis è apparsa come ospite in numerose serie TV. Tra il 1983 e il 1988, ha interpretato Rose Polniaczek, la madre di Jo Polniaczek, in alcuni episodi della sitcom L'albero delle mele.
L'attrice soffriva di linfoma non Hodgkin ma si è ripresa grazie a un trapianto di cellule staminali nel 2010. È deceduta per insufficienza cardiaca e polmonite il 24 agosto 2012 al City of Hope National Medical Center all'età di 69 anni.